# Вальферданж (комуна)
Вальферданж (люксемб. Walfer, фр. Walferdange, нім. Walferdingen) — комуна Люксембургу. Входить до складу кантону Люксембург в окрузі Люксембург.

## Географія
Площа території комуни становить 7,06 км² (113-е місце за цим показником серед 116 комун Люксембургу).
Висота найвищої точки комуни над рівнем моря складає 405 метрів (54-е місце за цим показником серед комун країни), найнижчої — 228 метрів (44-е місце).

## Демографія
Станом на 2011 рік на території комуни мешкало 7 348 ос.
Динаміка чисельності населення:

## Адміністративний поділ
До складу комуни входять такі поселення:
| Поселення   | Населення за даними переписів: | Населення за даними переписів: | Населення за даними переписів: |
| Поселення   | на 31.03.1981                  | на 01.03.1991                  | на 15.02.2001                  |
| ----------- | ------------------------------ | ------------------------------ | ------------------------------ |
| Берельданж  | 2 914                          | 3 366                          | 3 570                          |
| Хельмсанж   | 1 626                          | 1 833                          | 2 139                          |
| Вальферданж | 746                            | 620                            | 728                            |